# Шайгуші (Атюр'євський район)
Шайгуші́ (мокш. Шяйгужа, Шяйгуш, ерз. Шяйгужа, рос. Шайгуши) — мокшанський присілок у складі Атюр'євського району Мордовії, Росія. Входить до складу Новочадовського сільського поселення.

## Топонім
Назва походить від поєднання мокшанських слів шяй / шяйге якамань (болото / болотяний) та кужа (поляна).

## Географія
Присілок Шяйгужа розташоване за 119 км від столиці Мордовії Саранська та у 9 км від райцентру Атюр'єво.

## Населення
Чисельність населення, станом на 2020 рік, налічує 64 особи.
| 2002  | 2010 | 2020 |
| ----- | ---- | ---- |
| → 107 | ↘ 95 | ↘ 64 |

Національний склад станом на 2002 рік:
- мокша — 100 %[5]